# Šurianky
Šurianky (Hongaars: Surányka) is een Slowaakse gemeente in de regio Nitra, en maakt deel uit van het district Nitra.
Šurianky telt 591 inwoners.